# Skotfosbanan

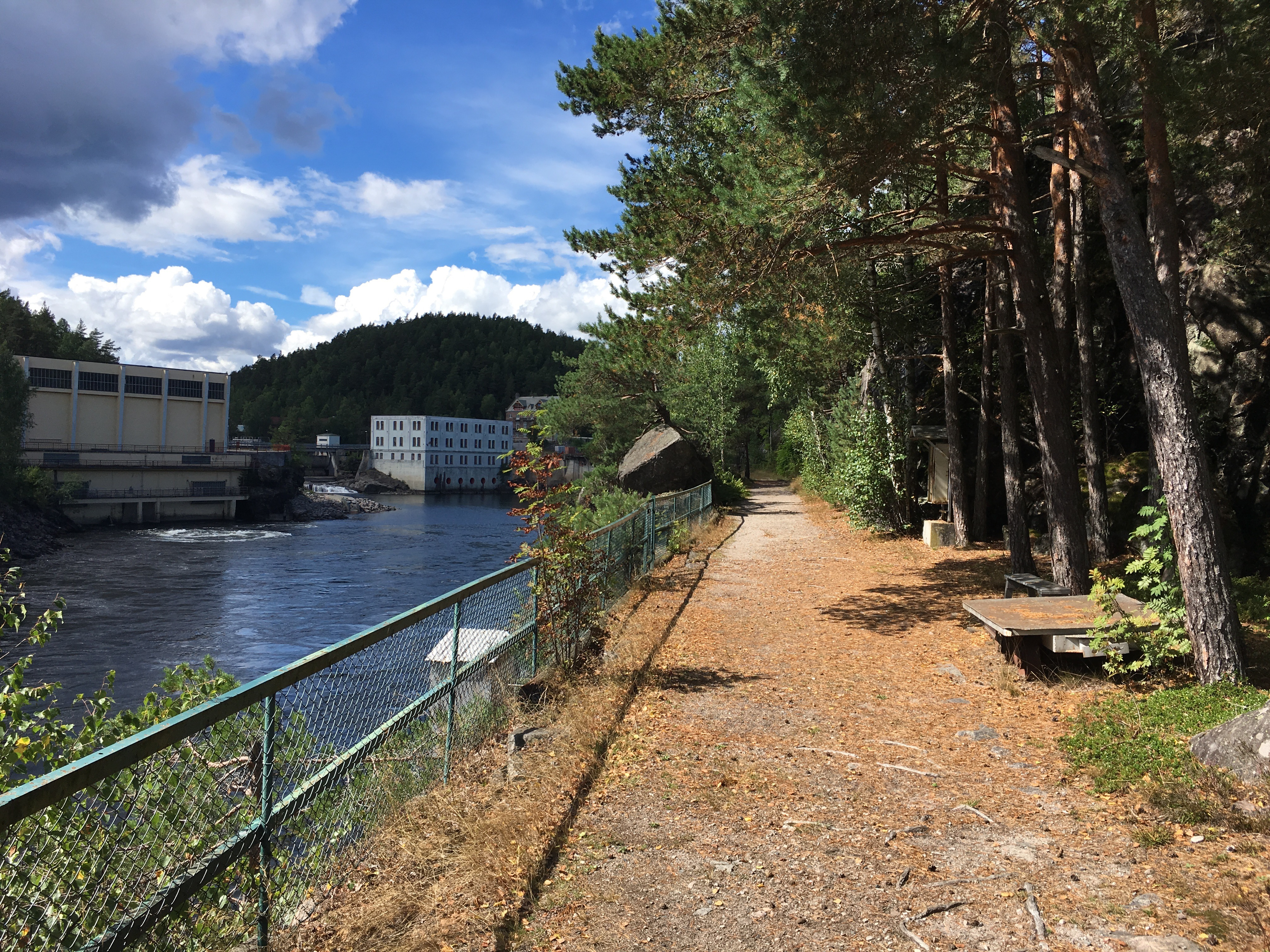
Delar av banvallen.

Skotfosbanan eller Skotfoss Bruks järnväg var en eldriven industrijärnväg som invigdes år 1892. Den var  Skandinaviens första elektriska järnväg som transporterade papper från Skotfoss Bruk till en lastningsplats vid   Telemarkskanalen och kol, pappersmassa och andra råvaror den andra vägen. Den smalspåriga järnvägen var 1,5 kilometer lång med en spårvidd på 750 mm. På grund av terrängen hade flera kurvor en radie på endast 20 meter.

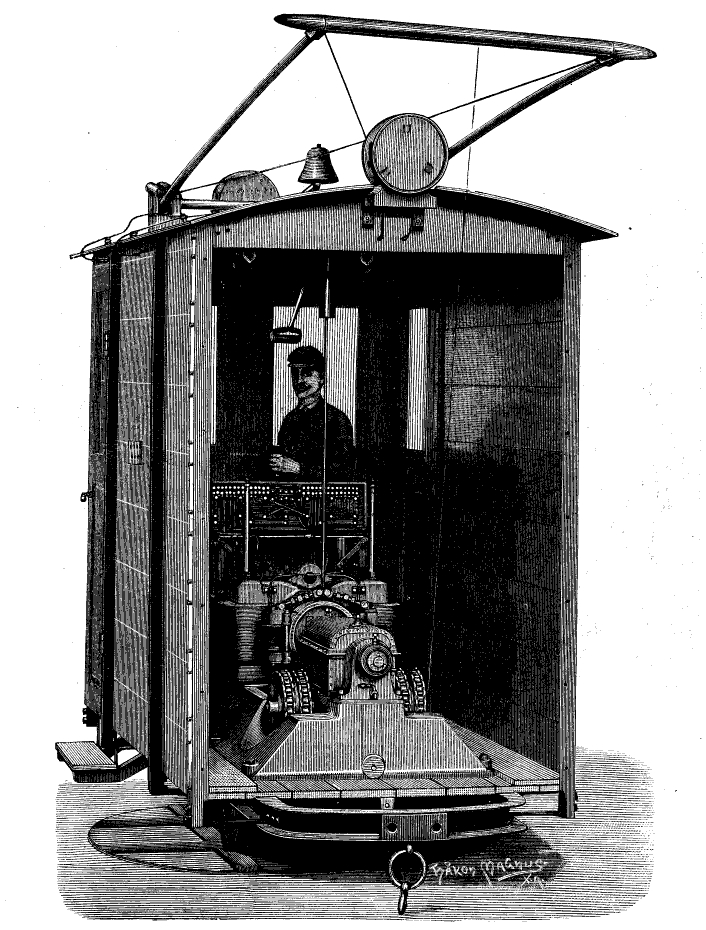
Det första loket Kasse.

Strömförsyningen var 400 V likström som genererades av en turbin på bruket. Det första loket Kasse hade 8 hk och kunde dra fem fullastade vagnar med en hastighet på upp till 7,5 kilometer per timme. Lyftkranarna på lastningsplatsen drevs också med el.
Jänvägen lades ned 1966 och alla lok och de flesta vagnarna skrotades. Banvallen är ombyggd till gångstig (Kulturstien) och några av godsvagnarna står utanför Skotfoss Bruk.